# Ferdinando II di León
Ferdinando Alfonso, Fernando o Fernán in spagnolo, in asturiano, in aragonese e in basco, Fernando o Fernão in portoghese e in galiziano e Ferran in catalano. Ferdinandus  in latino (1137 – Benavente, 22 gennaio 1188), fu re di León dal 1157 al 1188.

## Origine
Secondo la cronaca di Alberico delle Tre Fontane, Ferdinando era figlio maschio terzogenito del re di León e Castiglia Alfonso VII e come riporta il Roderici Toletani Archiepiscopi De Rebus Hispaniæ, di Berenguela di Barcellona,, che, secondo gli Ex Gestis Comitum Barcinonensium era la figlia primogenita del conte di Barcellona, Gerona, Osona e Carcassonne, Raimondo Berengario III e la sua seconda moglie, la contessa di Provenza e Gévaudan, Dolce I (1090-1129), figlia primogenita del Visconte di Millau, di Gévaudan, e di Carlat, Gilberto I di Gévaudan e della Contessa di Provenza, Gerberga, come viene confermato dalle Note dell'Histoire Générale de Languedoc, Tome II

Secondo la cronaca di Alberico delle Tre Fontane,
Alfonso era figlio del nobile francese, conte Raimondo di Borgogna e di Urraca, discendente del re di Castiglia e Leon, Ferdinando I, anche gli Anales Toledanos riportano che era figlio di Raimondo di Borgogna e di Urraca (El Rey D. Alfonso, fillo del Conde D. Raymondo è de Doña Urraca).

Il re di Castiglia Sancho III era suo fratello e il conte di Barcellona Raimondo Berengario IV era il fratello della madre.

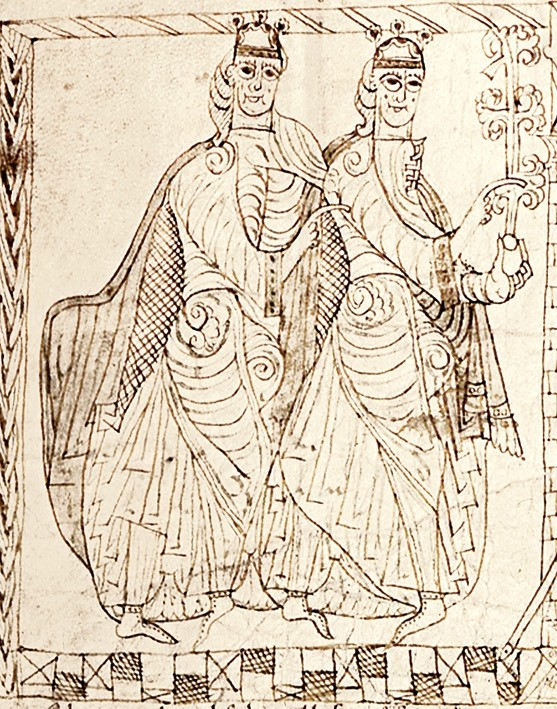
Sancho III e Ferdinando II, dal Privilegium Imperatoris di Alfonso VII di León.

Mappa della Penisola iberica alla morte di Afonso VII, con la zona occupata dagli Almohadi ed i regni di Portogallo (P), León (L), Castiglia (C), Navarra (N) e Aragona (A).

## Biografia
Come riportano il Diccionario biográfico español, Real Academia de la Historia e La web de las biografias 
Fernando trascorse i primi anni della sua vita alla corte dei suoi genitori, sotto l'occhio vigile della sua balia, Juliana Fernández, poi fu affidato alla custodia del conte galiziano Fernando Pérez de Traba (1100 - 1155) e dopo la morte del suo tutore, Fernando si unì nuovamente all'entourage di Alfonso VII.
Nel 1142, Ferdinando assieme ai fratelli Sancho e Garcia  (filiis meis Santio, Fredinando et Garsias) venne citato nel documento n° X del Cartulario del Monasterio de Eslonza, Parte 1, inerente una donazione dei genitori.
Nel 1146, Ferdinando assieme ai fratelli Sancho e Garcia  (Ego Sancius et ego Fernandus et Garsias filii imperatoris) venne citato nel documento n° XIII del Cartulario del Monasterio de Eslonza, Parte 1, inerente una donazione dei genitori.
Dopo la morte della madre, Berengaria, nel 1149, suo padre Alfonso VII, nel 1152 circa, si sposò in seconde nozze con Richenza di Polonia, che, alla corte di León e Castiglia, venne denominata Riquilda o Rica; come compare citata, assieme al marito Alfonso VII ed ai due figliastri, Sancho e Fernando, in un documento di donazione alla cattedrale di Segovia, datato 28 gennaio 1155 riportato dallo storico di Segovia, tale Diego Colmenares, nel suo Historia de la insigne ciudad de Segovia (Adefonsus imperator Hyspanie una cum uxore mea imperatrice domna Rica et cum filiis meis Sancio et Ferrando Regibus).
Alla morte del padre, nel 1157, come conferma la Cronaca Burgense (Era MCXCV. obiit Alfonsus Imperator), mentre il Chronicon Lusitanum riporta che morì nel mese di settembre (Aera 1195 mense Settembri obiit D. Alfonsus Imperator, filius Comitis D. Raymundi et Reginæ D. Orracæ).), Ferdinand ricevette il regno di León, mentre il regno di Castiglia toccò in eredità a suo fratello Sancho, divenendo Sancho III re di Castiglia e re di Toledo, come riporta lo storico Rafael Altamira.
Ferdinando II, che avrebbe voluto impadronirsi della Castiglia, passò quasi tutto il suo primo anno di regno a combattere contro suo fratello Sancho III. 

I due fratelli si riunirono a Sahagun nel 1158 e risolsero pacificamente le controversie territoriali, accordandosi sui dettagli della spartizione del regno paterno.
Suo fratello, Sancho III regnò per circa un anno; la Cronaca Burgenseriporta la sua morte nel 1158 (Era MCXCVI obiit Rex Sancius filius Imperatoris), gli Annales Toletani specificano la data della morte al 31 di agosto (Muriò el Rey D. Sancho fillo del Emperador el postrimer dia Dagosto. Era MCXCVI), mentre per gli Annales Compostellani morì il 1 settembre (Era MCXCVI. Sancius filius Aldephonsi Imperatoris, Kalend. Septemb.) e, alla sua morte prematura, gli succedette il figlioletto di tre anni, Alfonso.

Sul giovanissimo re si scatenarono le brame dei monarchi cristiani confinanti con la Castiglia e dei nobili castigliani aspiranti alla carica di tutore. I nobili di Castiglia e molti avventurieri e mercenari si raccolsero attorno alle due grandi famiglie rivali: la famiglia Larae la famiglia Castro.

Ferdinando II che aveva cercato inutilmente di essere nominato tutore del nipote, entrò a far parte del consiglio di reggenza.
Poco dopo i problemi di frontiera con la Castiglia ripresero e, nel 1164, ebbe un incontro a Soria, con la famiglia Lara, che rappresentava Alfonso VIII, e fu stabilita una tregua, che gli permise di rivolgere le armi contro gli Almohadi e conquistò le città di Alcántara e di Alburquerque.
Nello stesso anno (1164), Ferdinando II sconfisse il re del Portogallo, Alfonso I, che l'anno prima (1163) aveva occupato Salamanca per rappresaglia al ripopolamento della zona fatto dal re del León, come riferisce lo storico britannico Edgar Prestage.
Nel 1165, sposò Urraca del Portogallo (1151-1188), che, come riporta lo storico portoghese Brandaõ, nel cap. XIX del libro X, del suo Terceira parte da monarchia lusitana, era figlia del re del Portogallo Alfonso I e della moglie, la regina, Mafalda di Savoia (1125 - 1158), che era figlia del settimo Conte di Savoia e Conte d'Aosta e di Moriana, quegli che sarebbe stato il primo ad assumere ufficialmente il titolo di Conte di Savoia, Amedeo III, e di Adelaide, di cui non si conoscono gli ascendenti.
Nel 1168, Alfonso I interpretò come una minaccia al suo regno il fatto che il genero Ferdinando II stava ripopolando la zona di Ciudad Rodrigo; attaccò allora la Galizia occupando Tui e il territorio di Xinzo de Limia, già feudi di sua madre; nello stesso tempo, in al-Andalus, stava assediando il castello di Badajoz, dopo che la città era caduta; l'aver diviso le forze favori il contrattacco di Ferdinando II, che respinse i portoghesi fuori dalla Galizia e si precipitò a Badajoz; quando Alfonso vide arrivare i leonesi capì che la partita era persa e si diede alla fuga, a cavallo, durante la quale attraversando una porta della città si impigliò con la coscia i due ferri sporgenti, si ruppe una gamba e fu fatto prigioniero; Alfonso I, per riottenere la libertà, offrì al genero il suo regno, ma Ferdinando, che già si era premurato di mettergli a disposizione i migliori medici leonesi, gli rispose:«Restituisci ciò che mi hai tolto e riprenditi il tuo regno.»;Alfonso accettò, offrì al genero una grossa somma in oro, e riottenne la libertà (1169).
Infine, nella pace siglata a Pontevedra, nel 1170, Alfonso I restituì a Ferdinando II venticinque castelli, incluse le città di Cáceres, Badajoz, Trujillo, Santa Cruz e Montánchez, che in precedenza aveva sottratto al regno di León.
Sistemata così la frontiera leonese-portoghese, sempre nello stesso anno (1170), quando i Mori assediarono la città portoghese di Santarém, Ferdinando II corse in aiuto del suocero e riuscì a liberare la città.
Sempre nel 1170, poco dopo aver ottenuto la città di Caceres, Ferdinando II creò la Fratellanza dei cavalieri di Caceres (hermandad de freiles de Cáceres), che, poco dopo, quando l'arcivescovo di Santiago di Compostela, entrò a far parte dell'ordine e donò lo stendardo di San Giacomo, Ferdinando II trasformò nell'Ordine di Santiago o Ordine di San Giacomo di Compostela, un ordine religioso-militare, che aveva lo scopo di proteggere i Pellegrini che desideravano visitare la tomba dell'apostolo san Giacomo nella cattedrale di Compostela.
L'ordine che ricevette la conferma papale, nel 1175, ebbe sede dapprima a Cáceres e poi a Uclés. 

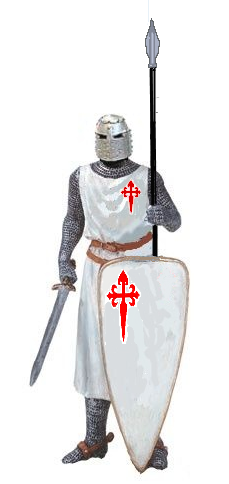
Abbigliamento di un cavaliere dell'Ordine di Santiago

Poco prima, tra il 1171 e il 1172, lo stesso papa Alessandro III, considerati i coniugi Ferdinando ed Urraca parenti di terzo grado poiché erano nipoti delle sorellastre Urraca di Castiglia e Teresa di León, figlie di Alfonso VI di Castiglia, li obbligò a separarsi minacciandoli con la censura ecclesiastica.
Ferdinando lasciò Urraca con una grande pena, ma poco dopo, tra il 1172 ed il 1173, si risposò con Teresa Fernández de Traba, che, secondo il Nobiliario de D. Pedro Conde de Bracelos era la figlia illegittima del conte Fernando Pérez de Traba, un grande magnate galiziano, e dell'infanta Teresa di León, che secondo il Chronicon regum Legionensium, era figlia illegittima del re Alfonso VI di Castiglia e della sua concubina Jimena Muñoz (?-1128).
Nel 1178, riprese la guerra contro la Castiglia e Ferdinando, sorprendendo il nipote Alfonso VIII, occupò Castrojeriz e Dueñas, sinché non arrivarono in suo aiuto le truppe portoghesi, inviate dal loro re Alfonso I.

I problemi furono risolti definitivamente nel 1180, con la pace di Tordesillas.
Nello stesso anno (1180), la moglie Teresa morì dando alla luce il loro secondo figlio.
L'Emiro almoravide, Abū Ya‘qūb Yūsuf, dopo alcuni vani tentativi, nel 1184, invase il Portogallo con un esercito reclutato in Nordafrica e, nel mese di maggio, assediò, a Santarém, il re, Alfonso I; il figlio di Alfonso, Sancho, che comandava l'esercito portoghese, a stento, riusciva a tenere a bada gli assedianti, quando arrivarono in loro aiuto, prima, a giugno, 20 000 uomini inviati dall'arcivescovo di Santiago di Compostela, e poi, a luglio, l'esercito leonese dell'ex genero Ferdinando II, che ruppero l'assedio.

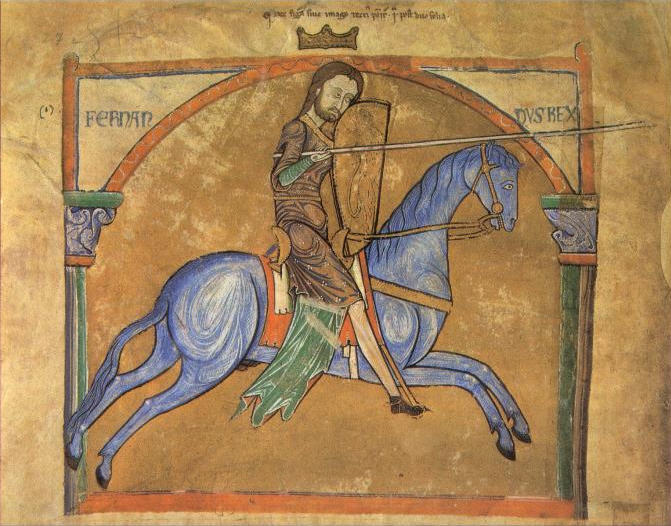
Ferdinando II, dal Tumbo A, Cattedrale di Santiago di Compostela.

Nel maggio 1187, Ferdinando si sposò per la terza volta, con Urraca López de Haro, figlia di Lope Díaz de Haro, signore di Biscaglia, Nájera e Haro e di Aldonza Ruiz de Castro, vedova di Nuño Meléndez.

Urraca era già l'amante di Ferdinando II dal 1180.

Urraca tentò inutilmente di far dichiarare illegittimo, a causa del matrimonio annullato, il figlio di primo letto, Alfonso IX di León, per poter favorire l'ascesa al trono di suo figlio Sancho.
Ferdinando II morì a Benavente, il 22 gennaio 1188;
secondo gli Annales Compostellani morì nel 1187 (Era MCCXXV Fernandus Rex Legionis), mentre secondo gli Annali toledani Ferdinando II morì nel 1188 (Muriò el Rey D. Ferrando, fillo del Emperador, Era MCCXXVI) dal ritorno di un pellegrinaggio a Santiago di Compostela.

Fu inumato nella cattedrale di Santiago di Compostela e il suo sepolcro si trova nel Panteón Real de la Capilla de las reliquias.

## Discendenza
Ferdinando II ebbe un figlio da Urraca del Portogallo, due figli da Teresa e tre da Urraca López; ebbe inoltre un figlio illegittimo da un'amante di cui non si conosce il nome.:
- da Urraca del Portogallo:
  - Alfonso IX (1171-1230), re di León, come riporta il Chronicon Conimbricensi (mense Februario hora tertia in die Ascensionis Domini nauti est Rex Alfonsus filius Regis Fernandi et Dñæ Orace Reginæ)[36].
- da Teresa:
  - Ferdinando di León (1178-1187), come riporta lo storico e genealogista ungherese Szabolcs de Vajay, nel suo Estudios Genealogicos, Heraldicos Y Nobiliarios,
  - Sancho di León (nato e morto il 6 febbraio 1180), come riporta Szabolcs de Vajay.
- da Urraca López de Haro:
  - García Fernández (circa 1181-1184), nato prima del matrimonio, come riporta Szabolcs de Vajay
  - Alfonso Fernández (circa 1184-1188), nato prima del matrimonio, come riporta Szabolcs de Vajay
  - Sancho di León (circa 1188-1220)[37], signore di Monteagudo e Aguilar e alfiere del fratellastro Alfonso IX, sposò, nel 1204 circa, Teresa Diaz de Haro[38], da cui ebbe una figlia:
    - María Sánchez (1206- dopo il 1240), che sposò in prime nozze, Pedro Fernández de Castro e in seconde nozze, Gómez Enríquez de Deza[38]
- dall'amante di cui non si conosce il nome ebbe un figlio:
  - Sancho Fernández che sposò Teresa Gómez de Roa[37], da cui ebbe due figli:
    - Giovanni Sánchez de Fines[38], conosciuto anche come Diego Sánchez (1204-1260), signore di Fines, Alba de Tormes e Salvatierra, che sposò Teresa Gómez di Villalobos, da cui ebbe un figlio, come riporta Szabolcs de Vajay:
      - Giovanni Diaz de Fines (morto giovane)

    - che poi, in seconde nozze, sposò Giovanna Ruiz de Haro, che gli diede una figlia, come riporta Szabolcs de Vajay:
      - Giovanna Diaz de Fines, signora di Fines, Alba de Tormes e Salvatierra, che sposò il signore di Ortalanca, Rodrigo Íñiguez de Biedma

    - María Sánchez, che sposò Gomes Enriquez de Pobraos[38].

## Ascendenza
|                                       |                                      |                                      | Genitori                     |  |  | Nonni |  |  | Bisnonni                |  |  | Trisnonni             |  |
|                                       |                                      |                                      |                              |  |  |       |  |  | Guglielmo I di Borgogna |  |  | Rinaldo I di Borgogna |  |
|                                       |                                      |                                      |                              |  |  |       |  |  | Guglielmo I di Borgogna |  |  | Rinaldo I di Borgogna |  |
|                                       |                                      | Alice di Normandia                   |                              |  |  |       |  |  | Guglielmo I di Borgogna |  |  |                       |  |
| Raimondo di Borgogna                  |                                      |                                      |                              |  |  |       |  |  | Guglielmo I di Borgogna |  |  |                       |  |
|                                       |                                      | Stefania di Vienne                   | Gerardo di Vienne            |  |  |       |  |  |                         |  |  |                       |  |
|                                       |                                      | Stefania di Vienne                   | Gerardo di Vienne            |  |  |       |  |  |                         |  |  |                       |  |
|                                       |                                      | Stefania di Vienne                   | ?                            |  |  |       |  |  |                         |  |  |                       |  |
| Alfonso VII di Castiglia              |                                      | Stefania di Vienne                   |                              |  |  |       |  |  |                         |  |  |                       |  |
|                                       |                                      | Alfonso VI di Castiglia              | Ferdinando I di Castiglia    |  |  |       |  |  |                         |  |  |                       |  |
|                                       |                                      | Alfonso VI di Castiglia              | Ferdinando I di Castiglia    |  |  |       |  |  |                         |  |  |                       |  |
|                                       |                                      | Alfonso VI di Castiglia              | Sancha I di León             |  |  |       |  |  |                         |  |  |                       |  |
| Urraca di Castiglia                   |                                      | Alfonso VI di Castiglia              |                              |  |  |       |  |  |                         |  |  |                       |  |
|                                       |                                      | Costanza di Borgogna                 | Roberto I di Borgogna        |  |  |       |  |  |                         |  |  |                       |  |
|                                       |                                      | Costanza di Borgogna                 | Roberto I di Borgogna        |  |  |       |  |  |                         |  |  |                       |  |
|                                       |                                      | Costanza di Borgogna                 | Hélie de Samur               |  |  |       |  |  |                         |  |  |                       |  |
| Ferdinando II di León                 |                                      | Costanza di Borgogna                 |                              |  |  |       |  |  |                         |  |  |                       |  |
|                                       | Raimondo Berengario II di Barcellona | Berengario Raimondo II di Barcellona |                              |  |  |       |  |  |                         |  |  |                       |  |
|                                       | Raimondo Berengario II di Barcellona | Berengario Raimondo II di Barcellona |                              |  |  |       |  |  |                         |  |  |                       |  |
|                                       | Raimondo Berengario II di Barcellona | Almodis de La Marche                 |                              |  |  |       |  |  |                         |  |  |                       |  |
| Raimondo Berengario III di Barcellona | Raimondo Berengario II di Barcellona |                                      |                              |  |  |       |  |  |                         |  |  |                       |  |
|                                       |                                      | Matilde d'Altavilla                  | Roberto il Guiscardo         |  |  |       |  |  |                         |  |  |                       |  |
|                                       |                                      | Matilde d'Altavilla                  | Roberto il Guiscardo         |  |  |       |  |  |                         |  |  |                       |  |
|                                       |                                      | Matilde d'Altavilla                  | Sichelgaita di Salerno       |  |  |       |  |  |                         |  |  |                       |  |
| Berenguela di Barcellona              |                                      | Matilde d'Altavilla                  |                              |  |  |       |  |  |                         |  |  |                       |  |
|                                       |                                      | Gilberto I di Gévaudan               | Berengario di Millau e Rodez |  |  |       |  |  |                         |  |  |                       |  |
|                                       |                                      | Gilberto I di Gévaudan               | Berengario di Millau e Rodez |  |  |       |  |  |                         |  |  |                       |  |
|                                       |                                      | Gilberto I di Gévaudan               | Adele di Carlat              |  |  |       |  |  |                         |  |  |                       |  |
| Dolce I di Provenza                   |                                      | Gilberto I di Gévaudan               |                              |  |  |       |  |  |                         |  |  |                       |  |
|                                       |                                      | Gerberga di Provenza                 | Goffredo I di Provenza       |  |  |       |  |  |                         |  |  |                       |  |
|                                       |                                      | Gerberga di Provenza                 | Goffredo I di Provenza       |  |  |       |  |  |                         |  |  |                       |  |
|                                       |                                      | Gerberga di Provenza                 | Stefania di Marsiglia        |  |  |       |  |  |                         |  |  |                       |  |
|                                       |                                      | Gerberga di Provenza                 |                              |  |  |       |  |  |                         |  |  |                       |  |

## Galleria d'immagini

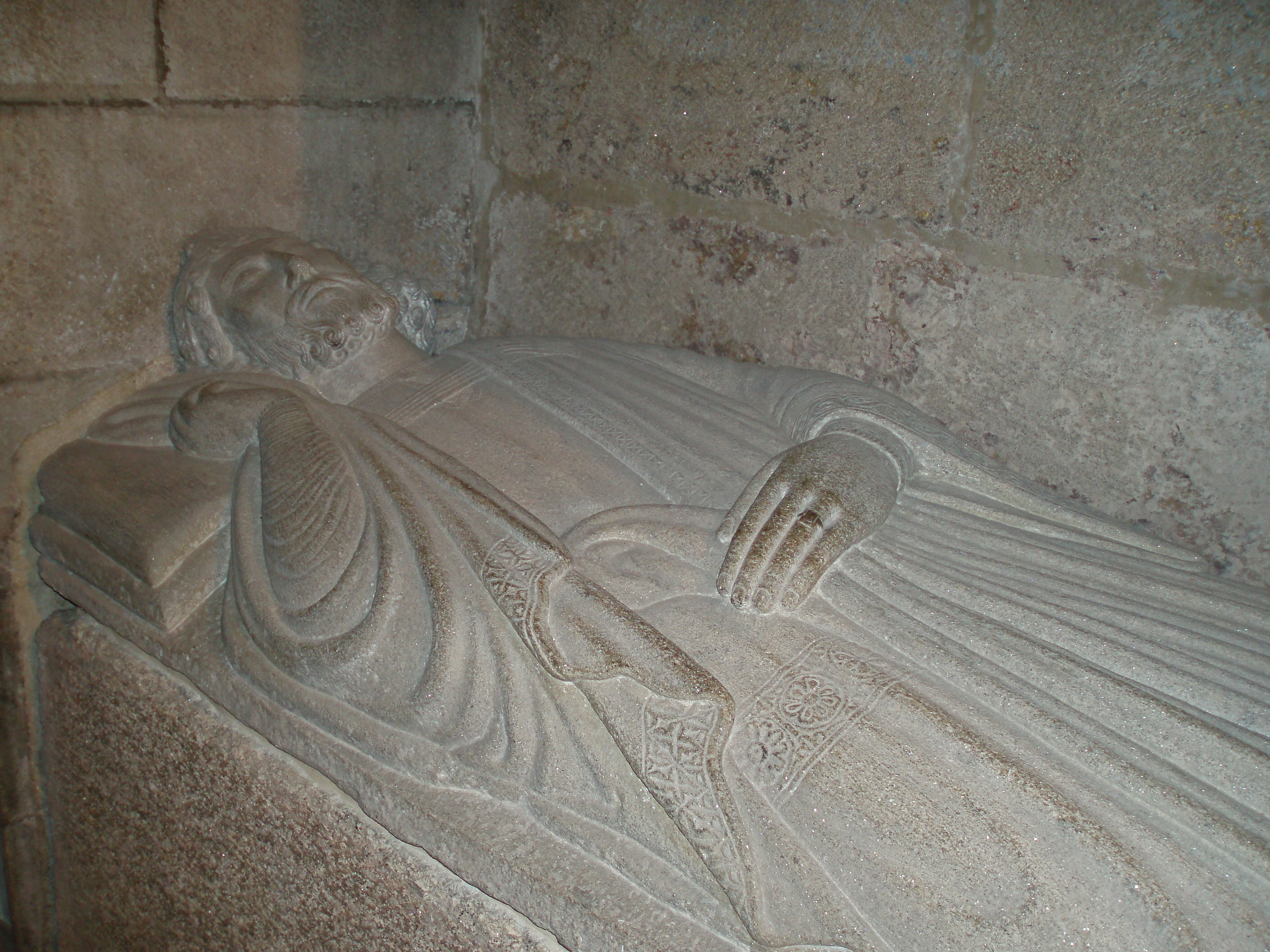
Sepolcro di Fernando II di León
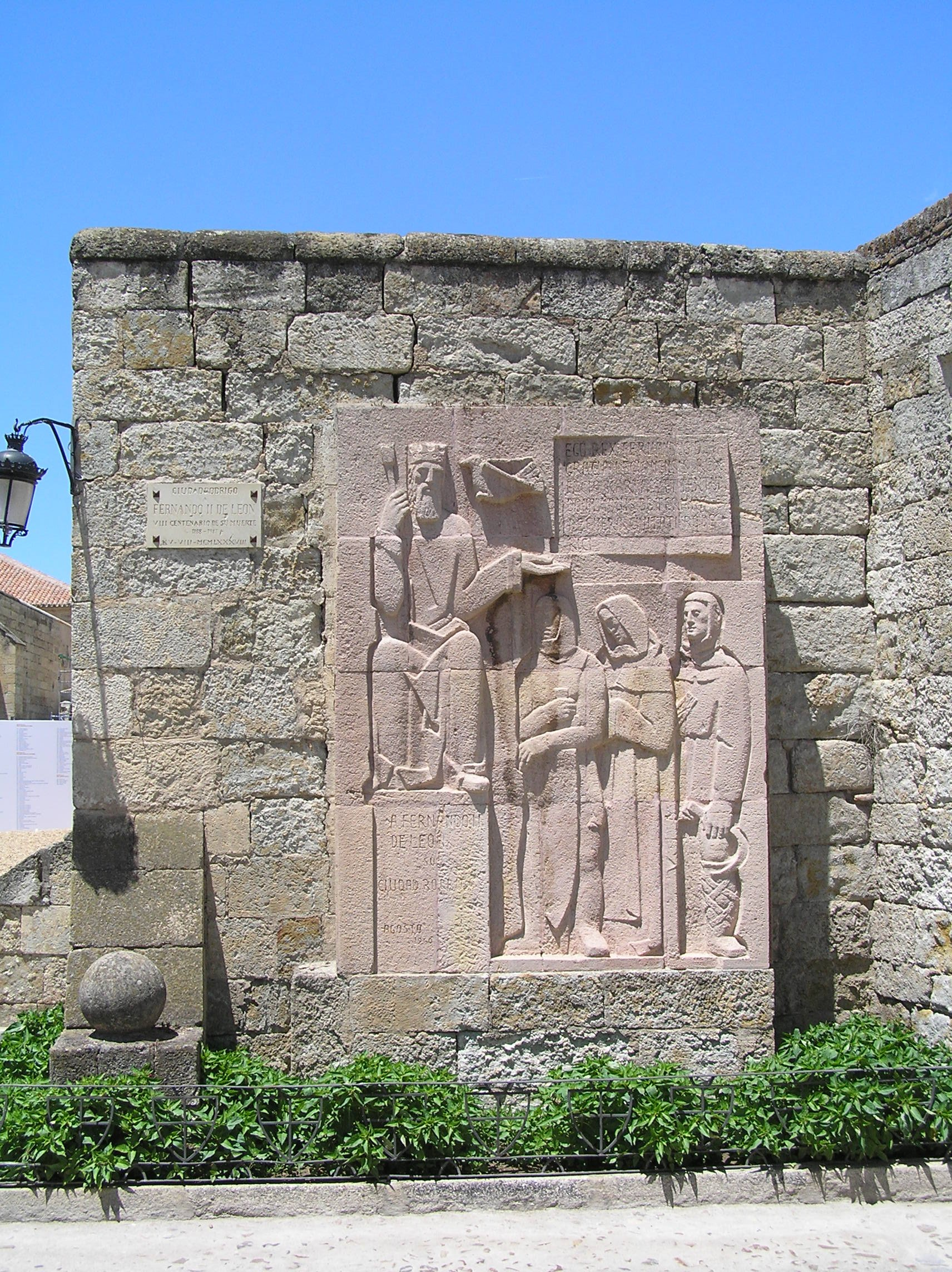
Monumento in onore di Ferdinando II di León nell'VIII centenario della sua morte (Porta di Amayuelas) a Ciudad Rodrigo
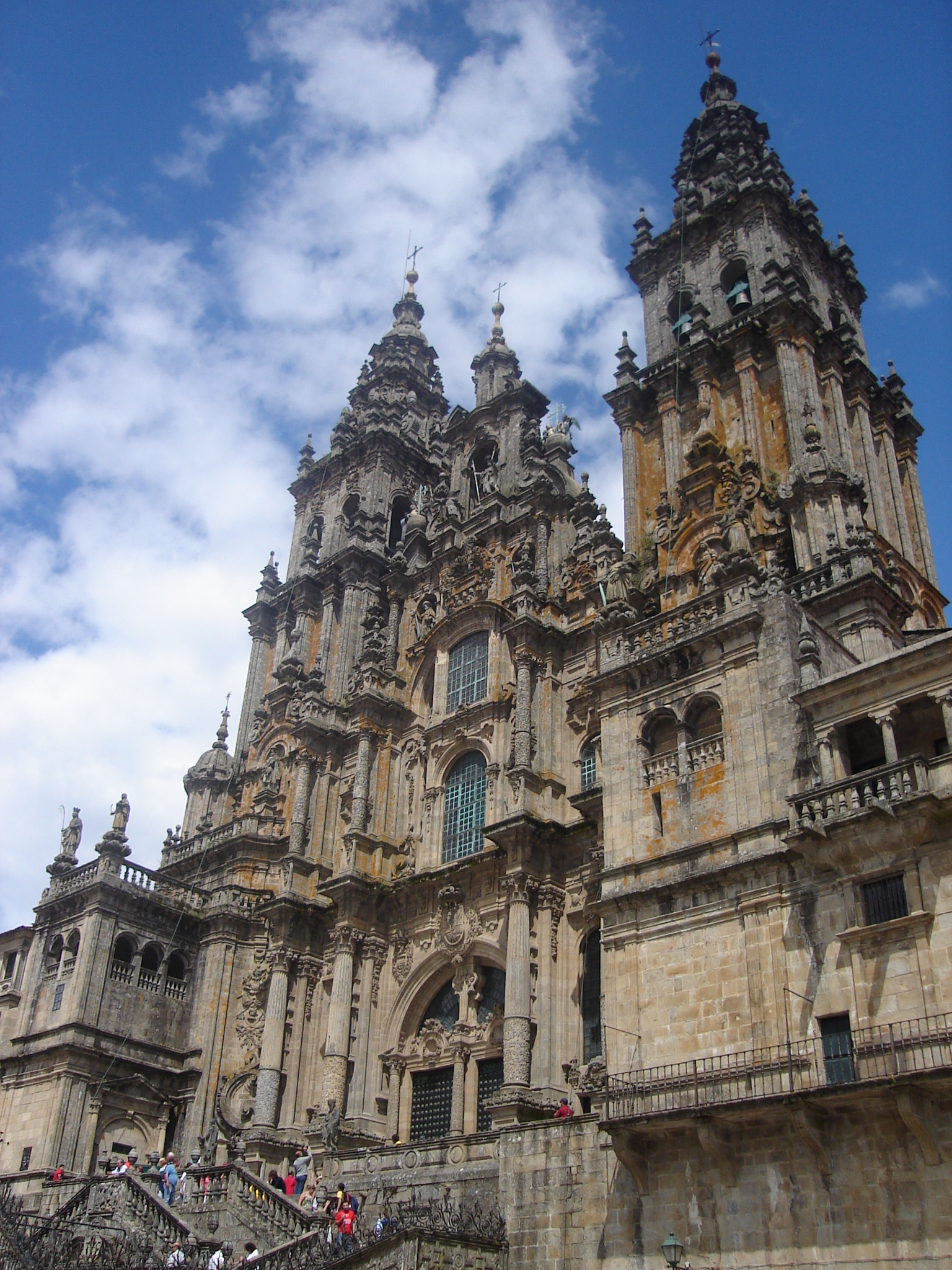
Esterno della Cattedrale di Santiago di Compostela
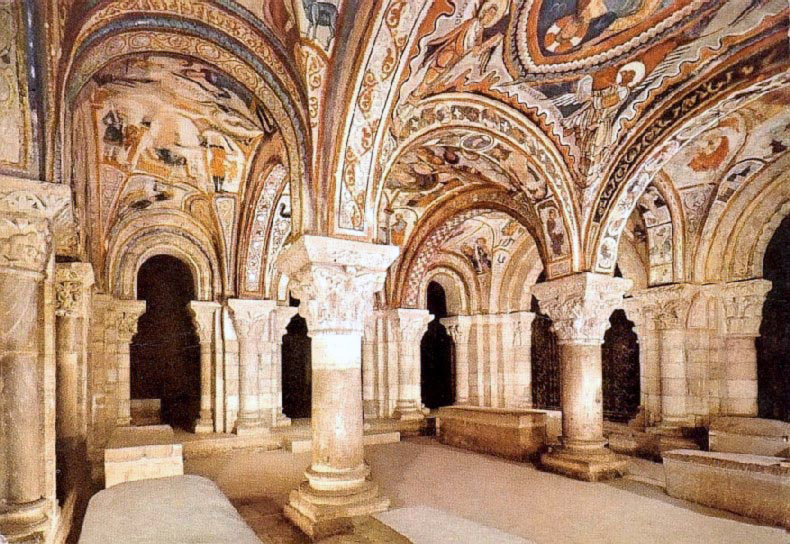
Panteón Real de San Isidoro de León

### Fonti primarie
- (LA)  Cartulario del Monasterio de Eslonza, Parte I.
- (LA)  Monumenta Germaniae Historica, Scriptores, tomus XXIII.
- (LA)  Recueil des chartes de l'abbaye de Cluny. Tome 5.
- (LA)  Recueil des historiens des Gaules et de la France. Tome 12.
- (LA)  Recueil des chartes de l'abbaye de Silos.
- (LA)  Historia de los reyes de Castilla y de Leon, Volume 1
- (LA)  #ES España sagrada, Volume 14.
- (LA)  #ES España sagrada, Volume 23.
- (LA)  Historia de la insigne ciudad de Segovia, Tome I

### Letteratura storiografica
- Rafael Altamira, La Spagna (1031-1248), in «Storia del mondo medievale», vol. V, 1999, pp. 865–896
- Edgar Prestage, Il Portogallo nel Medioevo, in «Storia del mondo medievale», vol. VII, 1999, pp. 576–610
- (FR)  Histoire générale de Languedoc, Notes, tomus II.
- (ES)  #ES Memorias de las reynas catholicas, vol. 1
- (PT)  #ES Terceira parte da monarchia lusitana
- (EN)  The early history of the house of Savoy (1000-1233)